# Jean Daurand
Jean Charles Barniaud dit Jean Daurand, né le 21 juin 1913 dans le 14e arrondissement de Paris et mort le 11 mars 1989 à Argenteuil (Val-d'Oise), est un acteur français.
Il est principalement connu pour son rôle de l'inspecteur Dupuy, l'adjoint de l'inspecteur Bourrel joué par Raymond Souplex, dans la série télévisée Les Cinq Dernières Minutes.

## Biographie

### Jeunesse
Les parents de Jean Daurand sont tous les deux comédiens au « Grand-Guignol » un célèbre théâtre de Montmartre et c'est tout naturellement qu'il devient lui-même comédien à l'âge de quinze ans.

### Début de carrière
Après une interruption dans sa carrière pour accomplir ses obligations militaires dans la marine, il commence sa carrière d'acteur au théâtre des Gobelins tout en s'essayant comme chansonnier. Il joue dans une quarantaine de pièces de théâtre.

### Cinéma et télévision
Il débute au cinéma en 1933 en faisant une courte apparition dans Maria Chapdelaine avec Madeleine Renaud et tourne au total dans une centaine de films, mais reste davantage dans le souvenir des téléspectateurs que dans celui des cinéphiles.
Malgré ses prestations, il ne devient véritablement connu d'un large public que lorsqu'il devient l'inspecteur Dupuy, l'adjoint de l'inspecteur Bourrel joué par Raymond Souplex, dans la série télévisée Les Cinq Dernières Minutes, pendant les quatorze années que durent cette série. Jean Daurand ne débute dans la série qu'au 3e épisode Les Cheveux en quatre sous le nom de l'inspecteur Dupuy. L'inspecteur (puis commissaire) Bourrel coordonne et dirige l'enquête, mais il assiste volontiers Dupuy qui s'occupe des interrogatoires préliminaires, des recherches, des vérifications d'alibi et des filatures...
En 1971, une attaque cardiaque lui cause une paralysie partielle du visage. Celle-ci l'empêchera de tourner les 3 épisodes suivants dans lesquels Raymond Souplex participe avant de décéder l'année suivante.
En 1977, il est rappelé pour tourner la série Brigade des mineurs. Il est maintenant le commissaire Dupuy pendant les 8 épisodes. Dans le 1er épisode, on voit qu'il conserve sur son bureau une photo du commissaire Bourrel, son complice disparu depuis quelques années.
Deux films mettent en scène le tandem Raymond Souplex - Jean Daurand, dans des rôles similaires à ceux des Cinq Dernières minutes, le premier jouant un officier de police et le second son adjoint : L'assassin viendra ce soir de Jean Maley (1964) et La Malédiction de Belphégor de Georges Combret et Jean Maley (1966).
Il fit également du doublage pour les films américains, et fut, notamment, la voix française d'Atchoum dans le dessin animé de Walt Disney, Blanche-Neige et les Sept Nains (doublage de 1962).
Jean Daurand, en parallèle avec sa profession d'acteur, exploite un café-restaurant à l'enseigne toute trouvée : Les Cinq Dernières Minutes, situé à Villemomble en Seine-Saint-Denis.

### Fin de vie et mort
Il a pris sa retraite dans la commune de Franconville, située dans le Val-d'Oise. Il est décédé dans ce même département, dans une clinique à Argenteuil.
Sa stèle au cimetière de Montmartre (division 9) le rappelle : « Il restera pour toujours l'inspecteur Dupuy ». Dans le marbre sont en effet gravés sa photo en inspecteur des Cinq Dernières Minutes et le nom de son personnage, Dupuy.

## Filmographie

### Cinéma
- 1933 : Rothschild, de Marco de Gastyne, avec Harry Baur
- 1934 : Le Secret d'une nuit de Félix Gandéra
- 1934 : Maria Chapdelaine de Julien Duvivier, avec Madeleine Renaud
- 1935 : Pension Mimosas de Jacques Feyder
- 1936 : Les Grands de Félix Gandéra et Robert Bibal, avec Gaby Morlay
- 1936 : L'Homme du jour de Julien Duvivier, avec Maurice Chevalier
- 1936 : Nitchevo de Jacques de Baroncelli, avec Harry Baur - un matelot
- 1936 : Passé à vendre de René Pujol, avec Jeanne Aubert
- 1936 : Les Petites Alliées de Jean Dréville, avec Madeleine Renaud
- 1937 : Double crime sur la ligne Maginot de Félix Gandéra, avec Véra Korène
- 1938 : Hercule, d'Alexandre Esway et Carlo Rim, avec Fernandel
- 1938 : J'accuse, d'Abel Gance, avec Victor Francen
- 1938 : Le Capitaine Benoît de Maurice de Canonge, avec Mireille Balin
- 1938 : Éducation de prince d'Alexandre Esway, avec Elvire Popesco
- 1938 : Alerte en Méditerranée de Léo Joannon, avec Pierre Fresnay : le matelot Calas
- 1939 : La vie est magnifique de Maurice Cloche
- 1939 : Derrière la façade de Georges Lacombe et Yves Mirande
- 1939 : Sixième étage de Maurice Cloche, avec Janine Darcey
- 1939 : Brazza ou l'Épopée du Congo de Léon Poirier, avec Robert Darène
- 1939 : Nord-Atlantique de Maurice Cloche, avec Marie Déa
- 1939 : Quartier latin de Pierre Colombier, Alexandre Esway et Christian Chamborant, avec Blanchette Brunoy
- 1940 : Chambre 13 d'André Hugon, avec Josseline Gaël
- 1940 : La Nuit merveilleuse de Jean-Paul Paulin, avec Fernandel
- 1941 : Départ à zéro de Maurice Cloche, avec Madeleine Sologne
- 1941 : Les Hommes sans peur d'Yvan Noé, avec Madeleine Sologne
- 1941 : Les Petits Riens de Raymond Leboursier, avec Suzy Prim
- 1941 : La belle vie (court métrage) de Robert Bibal, avec Janine Darcey
- 1941 : Chefs de demain (court métrage) de René Clément, avec Charles Moulin
- 1941 : Nous les jeunes (court métrage) de Maurice Cloche, avec Madeleine Sologne
- 1942 : Huit hommes dans un château de Richard Pottier (rôle de l'acrobate)
- 1942 : Port d'attache de Jean Choux, avec Michèle Alfa
- 1942 : Le Voyageur de la Toussaint de Louis Daquin, avec Jean Desailly
- 1943 : Après l'orage de Pierre-Jean Ducis, avec Lysiane Rey
- 1943 : Picpus de Richard Pottier, avec Albert Préjean
- 1943 : Service de nuit de Jean Faurez, avec Gaby Morlay
- 1943 : La Cavalcade des heures d'Yvan Noé, avec Fernandel
- 1944 : L'Enfant de l'amour de Jean Stelli
- 1945 : Fils de France de Pierre Blondy, avec Jimmy Gaillard
- 1945 : Les Malheurs de Sophie de Jacqueline Audry, avec Michel Auclair
- 1946 : La Bataille du rail de René Clément : un cheminot
- 1946 : Les Amours de Blanche Neige d'Edouard Wieser
- 1947 : Le silence est d'or de René Clair
- 1947 : Les jeux sont faits de Jean Delannoy, avec Micheline Presle
- 1947 : Quai des Orfèvres de Henri-Georges Clouzot, avec Louis Jouvet
- 1948 : Les Dieux du dimanche de René Lucot
- 1948 : L'Armoire volante de Carlo Rim, avec Fernandel
- 1948 : Au cœur de l'orage documentaire de Jean-Paul Le Chanois, voix uniquement
- 1948 : Le Paradis des pilotes perdus de Georges Lampin, avec Henri Vidal
- 1950 : Dakota 308 de Jacques Daniel-Norman, avec Suzy Carrier
- 1950 : La Peau d'un homme de René Jolivet, avec Roger Pigaut
- 1950 : La vie est un jeu de Raymond Leboursier, avec Rellys
- 1950 : En suivant le même chemin (court métrage) de Léo Sevestre, avec Pauline Carton
- 1950 : Champions Juniors (court métrage)
- 1951 : Ils sont dans les vignes de Robert Vernay, avec Line Renaud
- 1951 : Ma femme, ma vache et moi de Jean Devaivre, avec Macario
- 1952 : Le Huitième Art et la Manière (court métrage) de Maurice Regamey
- 1952 : Les Belles de nuit de René Clair, avec Gérard Philipe
- 1952 : La Fugue de monsieur Perle de Pierre Gaspard-Huit, avec Noël-Noël
- 1952 : Allô... je t'aime d'André Berthomieu, avec Robert Lamoureux
- 1952 : Le Gang des pianos à bretelles de Gilles A. de Turenne, avec Ginette Leclerc
- 1952 : Nous sommes tous des assassins d'André Cayatte, avec Raymond Pellegrin
- 1953 : La Tournée des grands ducs d'André Pellenc, avec Raymond Bussières
- 1954 : Touchez pas au grisbi de Jacques Becker
- 1954 : Crime au concert Mayol de Pierre Méré, avec Jean-Pierre Kérien
- 1954 : Huis clos de Jacqueline Audry, avec Gaby Sylvia
- 1955 : Des gens sans importance de Henri Verneuil, avec Jean Gabin
- 1955 : Gervaise de René Clément, avec Maria Schell
- 1955 : Le Dossier noir d'André Cayatte, avec Danièle Delorme
- 1955 : Paris Canaille de Pierre Gaspard-Huit, avec Dany Robin
- 1955 : Si tous les gars du monde de Christian-Jaque, avec Marc Cassot
- 1956 : L'inspecteur aime la bagarre de Jean Devaivre, avec Nicole Courcel
- 1957 : Un certain monsieur Jo de René Jolivet, avec Michel Simon
- 1957 : En cas de malheur de Claude Autant-Lara, avec Jean Gabin
- 1957 : Escapade de Ralph Habib, avec Dany Carrel
- 1957 : Police judiciaire de Maurice de Canonge, avec Anne Vernon
- 1957 : À Paris tous les deux de Gerd Oswald, avec Fernandel
- 1958 : Prisons de femmes de Maurice Cloche, avec Danièle Delorme
- 1959 : Le vent se lève d'Yves Ciampi, avec Curd Jürgens
- 1959 : Un témoin dans la ville d'Édouard Molinaro (rôle de Bernard)
- 1959 : Quai du Point-du-Jour de Jean Faurez, avec Dany Carrel
- 1961 : Le Sahara brûle de Michel Gast, avec Magali Noël
- 1961 : Les Livreurs de Jean Girault, avec Darry Cowl
- 1963 : L'assassin viendra ce soir de Jean Maley, avec Raymond Souplex
- 1964 : L'Amour avec des si de Claude Lelouch
- 1967 : La Malédiction de Belphégor de Georges Combret (rôle de Lefèvre) avec Raymond Souplex.

### Télévision
Jean Daurand fut un acteur récurrent de feuilletons télévisés.

#### Les Cinq Dernières Minutes
Entre 1958 et 1972, il participe au tournage de 48 épisodes de cette célèbre série policière en incarnant le rôle de l'inspecteur Dupuy.
- Les Cheveux en quatre de Claude Loursais (première diffusion : 07/04/58)
- Réactions en chaîne de Claude Loursais (première diffusion : 06/05/58)
- L'habit fait le moine de Claude Loursais (première diffusion : 06/06/58)
- Le Théâtre du crime de Claude Loursais (première diffusion : 05/08/58)
- Le Tableau de chasse de Claude Loursais (première diffusion : 07/10/58)
- Un sang d'encre de Claude Loursais (première diffusion : 09/12/58)
- Un grain de sable de Claude Loursais (première diffusion : 27/01/59)
- On a tué le mort de Claude Loursais (première diffusion : 10/03/59)
- Sans en avoir l'air de Claude Loursais (première diffusion : 14/08/59)
- Dans le pétrin de Claude Loursais (première diffusion : 18/09/59)
- Poisson d'eau douce de Claude Loursais (première diffusion : 03/11/59)
- Au fil de l'histoire de Claude Loursais (première diffusion : 01/03/60)
- Un poing final de Claude Loursais (première diffusion : 26/04/60)
- Dernier Cri de Claude Loursais et Jean-Marie Comeau (première diffusion : 21/06/60)
- Le Dessus des cartes de Claude Loursais (première diffusion : 06/09/60)
- Qui trop embrasse de Claude Loursais (première diffusion : 22/11/60)
- Sur la piste de Claude Loursais (première diffusion : 31/01/61)
- Cherchez la femme de Claude Loursais (première diffusion : 04/04/61)
- Épreuves à l'appui de Claude Loursais (première diffusion : 06/06/61)
- L'Avoine et l'Oseille de Claude Loursais (première diffusion : 26/09/61)
- L'Épingle du jeu de Claude Loursais (première diffusion : 06/01/62)
- Le Tzigane et la Dactylo de Pierre Nivelet (première diffusion : 17/04/62)
- C'était écrit de Claude Loursais (première diffusion : 05/06/62)
- Mort d'un casseur de Guy Lessertisseur (première diffusion : 05/06/62)
- Un mort à la une de Pierre Nivelet (première diffusion : 27/11/62)
- L'Eau qui dort de Claude Loursais (première diffusion : 12/03/63)
- Une affaire de famille de Jean-Pierre Marchand (première diffusion : 06/07/63)
- Fenêtre sur jardin de Claude Loursais (première diffusion : 18/02/64)
- 45 tours et puis s'en vont de Bernard Hecht (première diffusion : 23/04/64)
- Quand le vin est tiré de Claude Loursais (première diffusion : 11/07/64)
- Sans fleurs ni couronnes de Claude Loursais (première diffusion : 28/11/64)
- Napoléon est mort à Saint-Mandé de Claude Loursais (première diffusion : 24/04/65)
- Bonheur à tout prix de Claude Loursais (première diffusion : 03/07/65)
- Des fleurs pour l'inspecteur de Claude Loursais (première diffusion : 25/09/65)
- La Chasse aux grenouilles de Claude Loursais (première diffusion : 27/11/65)
- Pigeon vole de Claude Loursais (première diffusion : 29/01/66)
- La Rose de fer de Jean-Pierre Marchand (première diffusion : 04/06/66)
- Histoire pas naturelle de Guy Lessertisseur (première diffusion : 22/10/66)
- La Mort masquée de Guy Lessertisseur (première diffusion : 14/01/67)
- Finir en beauté de Claude Loursais (première diffusion : 25/03/67)
- Un mort sur le carreau de Roland-Bernard (première diffusion : 16/09/67)
- Voies de fait de Jean-Pierre Decourt (première diffusion : 11/11/67)
- Les Enfants du faubourg de Claude Loursais (première diffusion : 27/01/68)
- Tarif de nuit de Guy Séligmann (première diffusion : 06/04/68)
- Le commissaire est sur la piste de Claude Loursais (première diffusion : 23/03/69)
- Traitement de choc de Claude Loursais (première diffusion : 23/11/69)
- Les Yeux de la tête de Claude Loursais (première diffusion : 01/11/71)
- Meurtre par la bande de Claude Loursais (première diffusion : 04/05/72)

#### Autres feuilletons
- 1962 : L'inspecteur Leclerc enquête : Coup double de Jean Laviron
- 1965 : Le Bonheur conjugal, de Jacqueline Audry, treize épisodes
- 1977 : Brigade des mineurs, de Claude Loursais, 1977-1979, huit épisodes

## Théâtre
- 1935 : L'Homme dans l'ombre de Pierre Palau et Maurice Leblanc d'après Le Chapelet rouge de Maurice Leblanc, Théâtre des Deux Masques
- 1937 : Sixième Étage d'Alfred Gehri, mise en scène André Moreau, Théâtre des Arts
- 1952 : Velca de Tullio Pinelli, mise en scène José Quaglio, Théâtre de Babylone